# Holger
Holger ist ein männlicher Vorname. Es ist die heutige skandinavische und deutsche Form von Holmger (altnordisch für „Kämpfer von der Insel“ beziehungsweise „treuer Speerkämpfer“; zusammengesetzt aus holmi [„Insel“] und geirr [„Speer“]).

## Namenstag
Namenstage sind der 20. Dezember (nach Hoger (Erzbischof)) und der 19. April (nach Gerold von Großwalsertal). In Norwegen und Schweden ist der 30. März Namenstag.

## Formen
- Hogge (Schweden), Hokki (Finnland), Holga (Dänemark/Schweden), Holgar (Färöer), Holge, Holgeir (Island/Norwegen), Holgher (Alt Schweden), Holkeri & Holkki (Finnland), Holmgeir (Norwegen), Holmgeirr & HolmgæiRR (Alt Norwegen), Håljer (Schweden), Holmger (Alt Schweden/Norwegen), Ogier (Frankreich/Spanien)

## Namensträger

### Vorname
- Holger Badstuber (* 1989), deutscher Fußballspieler
- Holger Bahra (* 1958), deutscher Fußballtorwart und -trainer
- Holger Bär (* 1962), deutscher Künstler
- Holger Behrendt (* 1964), deutscher Kunstturner und Olympiasieger
- Holger Biege (1952–2018), deutscher Musiker
- Holger Blom (1906–1996), schwedischer Architekt und Landschaftsarchitekt
- Holger Bohne (1948–2022), deutscher Rallyefahrer
- Holger Bonin (* 1968), deutscher Wirtschaftswissenschaftler
- Holger Börner (1931–2006), deutscher Politiker, u. a. Ministerpräsident von Hessen
- Holger Brück (* 1947), deutscher Fußballspieler
- Holger Czukay (1938–2017), deutscher Musiker und Mitglied der Musikgruppe Can
- Holger V. O. Dieterich (* 1948), deutscher Gynäkologe, Senologe und Brust-Chirurg
- Holger Drachmann (1846–1908), dänischer Dichter
- Holger Eichhorn (1942–2023), deutscher Musikwissenschaftler, Musiker und Dirigent
- Holger Ellers (* 1976), deutscher Schachspieler
- Holger Fach (* 1962), deutscher Fußballspieler und Fußballtrainer
- Holger Fransman (1909–1997), finnischer Musiker und Musikpädagoge
- Holger Glandorf (* 1983), deutscher Handballspieler und Handballweltmeister 2007
- Holger Hauer (* 1964), deutscher Schauspieler und Regisseur
- Holger Henke (* 1960), deutscher Maschinenbau- und Umweltingenieur
- Holger Hieronymus (* 1959), deutscher Fußballspieler und -funktionär
- Holger Hiller (* 1956), deutscher Musiker
- Holger Höhne (* 1970), deutscher Curlingspieler
- Holger Hott (* 1974), norwegischer Leichtathlet
- Holger John (* 1960), deutscher Künstler
- Holger Jung (* 1971), deutscher Jurist, Politiker (CDU) und Bürgermeister
- Holger Kircher (* 1965), deutscher Jurist, Richter
- Holger Klein (* 1969), deutscher Hörfunkmoderator und Podcaster
- Holger Kleinbub (* 1971), deutscher Volleyballspieler
- Holger Kreymeier (* 1971), deutscher Fernsehkritiker
- Holger Löhr (* 1970), deutscher Handballspieler und Handballtrainer
- Holger Madsen (1878–1943), dänischer Schauspieler, Filmregisseur, Drehbuchautor und Kinomanager, siehe Holger-Madsen
- Holger Meins (1941–1974), deutscher Student und Mitglied der RAF
- Holger Meitinger (* 1957), deutscher Eishockeyspieler
- Holger Mück (* 1975), deutscher Trompeter, Dozent und Leiter seines Egerländer Blasorchesters
- Holger Münch (* 1961), Präsident des Bundeskriminalamtes
- Holger Münzer (1939–2017), deutscher Komponist und Schauspieler
- Holger Bech Nielsen (* 1941), dänischer Physiker
- Holger Nikelis (* 1978), deutscher Rollstuhl-Tischtennisspieler
- Holger Obermann (1936–2021), Profi-Torhüter und ARD-Fernsehreporter
- Holger Osieck (* 1948), deutscher Fußballtrainer und Funktionär der FIFA
- Holger Paetz (* 1952), deutscher Kabarettist
- Holger Simon Paulli (1810–1891), dänischer Dirigent und Komponist
- Holger Pedersen (1867–1953), dänischer Sprachwissenschaftler
- Holger Rothfuß (* 1950), deutscher Jurist und Richter am Bundesgerichtshof
- Holger Salin (1911–1943 oder 1944), finnischer Fußballspieler
- Holger Werfel Scheuermann (1877–1960), dänischer Mediziner und Forscher
- Holger Schmezer (1947–2012), Cheftrainer der deutschen Dressurreiter
- Holger Schönthier (* 1969), deutsch-österreichischer Biathlet
- Holger Schück (1950–2009), deutscher Sportjournalist und Buchautor
- Holger Senne (1953–2013), deutscher Jurist und Hochschullehrer
- Holger Sonnabend (* 1956), deutscher Althistoriker
- Holger Speckhahn (* 1974), deutscher Schauspieler und Moderator
- Holger Stanislawski (* 1969), deutscher Fußballspieler und -trainer
- Holger Stockhaus (* 1973), deutscher Schauspieler
- Holger Teschke (* 1958), deutscher Dichter, Dramatiker, Prosa- und Hörspielautor
- Holger Thiele (1878–1946), dänisch-US-amerikanischer Astronom und Entdecker mehrerer Asteroiden
- Holger Waldmann (1964–2011), deutscher Fußballschiedsrichter
- Holger Wienpahl (* 1965), deutscher Moderator
- Holger Wulschner (* 1963), deutscher Springreiter

### Sagenfigur
- Holger Danske, dänischer National- und Sagenheld

### Widerstandsgruppe
- Holger Danske (Widerstandsgruppe), dänische Widerstandsgruppe im Zweiten Weltkrieg

### Familienname
- Helmut Holger (1926–2012), deutscher Kostümbildner und Schauspieler
- Hilde Holger (1905–2001), österreichische expressionistische Tänzerin, Tanzlehrerin und Choreographin